# Cantó de Bandraboua
El cantó de Bandraboua és un cantó francès del departament d'ultramar de Mayotte. Abasta el municipi de Bandraboua.

## Història
| Data d'elecció                           | Identitat         | Partit                                 | Qualitat |
| ---------------------------------------- | ----------------- | -------------------------------------- | -------- |
| 2004-2011                                | M'Hamadi Abdou    | Divers droite, després MDM, després NC |          |
| 2011-                                    | Issihaka Abdillah | PS                                     |          |
| les dades anteriors no són pas conegudes |                   |                                        |          |
|                                          |                   |                                        |          |